# Aleksandr Lukașenko
Aleksandr Lukașenko (în belarusă Аляксандр Рыгоравіч Лукашэнка, Aliaksandr Rîhoravici Lukașănka; n. 30 august 1954, Kopîs, RSS Bielorusă, URSS, astăzi în Belarus) este din 20 iulie 1994 președintele Belarusului.
El este în funcție cel mai mult timp dintre toți șefii de stat europeni (cu excepția monarhilor). În societatea bielorusă are titlul neoficial "Tătuca" (bielorusă Бацька).

## Biografie
Aleksandr Lukașenko s-a născut la 30 august 1954 în orașul Kopîs, districtul Orșansk, Regiunea Vițebsk. De naționalitate belarusă. 
A crescut fără tată. La școală era un elev dificil, fiind în evidența miliției. Până în 1994 a fost ofițer militar. De asemenea, a lucrat ca director la mai multe fabrici și ferme. 
În 1975 a absolvit Universitatea de Stat din Moghilău, Facultatea de Istorie, iar în 1985 a absolvit Academia de Agricultură din Belarus, Facultatea Economie, secția frecvență redusă.
În perioada 1975-1977 Aleksandr Lukașenko a fost înrolat în forțele armate în cadrul Trupelor de Frontieră,KGB, URSS.
De când este președinte al Belarusului, a restructurat economia statului, introducând integrarea economică cu Rusia și colaborarea intensă cu țările din Comunitatea Statelor Independente.
Aleksandr Lukașenko cel puțin se autonumește creștin-ortodox și de multe ori a vorbit despre Biserica Ortodoxă.

## Președintele Belarusului

### Al cincilea mandat (2015-2020)
Alegerea Președintelui Republicii Belarus a avut loc la data de 11 octombrie 2015. Potrivit CEC, Alexandru Lukașenko a câștigat 83,49% din voturi. Iar doi dintre cei trei rivali ai lui Lukașenko i-au recunoscut victoria chiar înainte de sfârșitul numerotării votului oficial. Rezultatul prezentat în aceste alegeri a fost cel mai bun pentru actualul președinte pentru toate cele cinci campanii electorale în care a participat.
Începând cu 1 ianuarie 2016, a intrat în vigoare decretul președintelui A. G. Lukașenko nr. 222 (privind interdicția de a vinde produse din industria ușoară fără certificate speciale). Aceasta a provocat proteste în Belarus.
În 2017, după adoptarea Decretului nr. 3 "Cu privire la prevenirea dependenței sociale", au început protestele în Belarus, care au avut loc în marile orașe ale țării. După aceea, în ianuarie 2018, decretul a fost adoptat într-o nouă ediție și cu o nouă denumire "Cu privire la promovarea ocupării forței de muncă a populației".